# フルク1世 (アンジュー伯)
フルク1世（フランス語：Foulques I, 870年ごろ - 942年）は、898年ごろよりアンジェ副伯、のちアンジュー伯（在位：929/30年 - 942年）。赤毛伯（le Roux）といわれる。

## 生涯
フルク1世はアンジェルジェとアダライス・ド・ビュザンセの間に、870年ごろに生まれた。898年ごろよりアンジェ副伯となり、899年にトゥール副伯、905年にトゥール伯、900年から918年の間にナント伯となった。アンジェ副伯時代に領地を拡大させ、929年ごろにアンジュー伯と名乗った。フルク1世はしばしばノルマン人やブリトン人と戦った。また、907年にナント伯領を占領したが、919年にブリトン人に引き渡した。フルク1世は942年ごろに死去した。

## 家族
フルク1世は、ロシュおよびヴィラントロワの領主ガルニエの娘ロシーユ・ド・ロシュと結婚し、以下の子女をもうけた。
- ギー（970年没） - ソワソン司教[1][3]
- フルク2世（905年頃 - 960年） - アンジュー伯（942年 - 960年）[1]
- ロシーユ（906年 - 948年） - ブルターニュ公アラン2世と結婚